# インフラストラクチャー
インフラストラクチャー（英語: infrastructure）とは、「下支えするもの」「下部構造」を指す観念的な用語であり、以下の意味がある。
1. 国民福祉の向上と国民経済の発展に必要な公共施設。本項で詳述。
2. 企業などの主幹となる設備を上記に例えた用語（組織の私有財産だが、組織内では公共施設のように振る舞う物）。
3. 「下支えするもの」や「下部構造」を示す技術一般のこと（公共施設や私有財産を問わず。ITインフラストラクチャは技術一般の用語であり、所有者には言及していない。）。

## 語義
日本では、しばしばインフラ (infra) と略称されるが、インフラストラクチャー (infrastructure) が「下の (infra) 構造 (structure)」を指す通り、本来インフラ (infra) は「下」「未満」を意味する接頭辞で、「下にある」「低い」を意味するラテン語 inferus に由来し、スーパー (super) の対義語である。ただ、日本語では「下部構造」はドイツ語の「Basis」に由来する別義で用いられるため、インフラストラクチャーの意味で「下部構造」を用いることは少ない。
日本語では社会基盤、基盤施設、経済基盤という訳語も存在する。また、類似の用語として、社会資本や公共サービスがある。
インフラストラクチャーはその経済が機能するのに必要なサービスや施設を含む、国、都市、その他の地域にサービスを提供する基本的な施設やシステムである。
道路・鉄道・港湾・ダム・上下水道・橋梁・インターネット接続（ブロードバンドインターネット接続を含む）など産業基盤の社会資本、および学校・病院・公園・社会福祉施設等の生活関連の社会資本など、民間の物理的な改善で構成され、 一般に「社会生活条件を可能にし、持続させ、または高めるのに不可欠な商品およびサービスを提供する相互に関連するシステムの物理的構成要素」として定義されてきた。

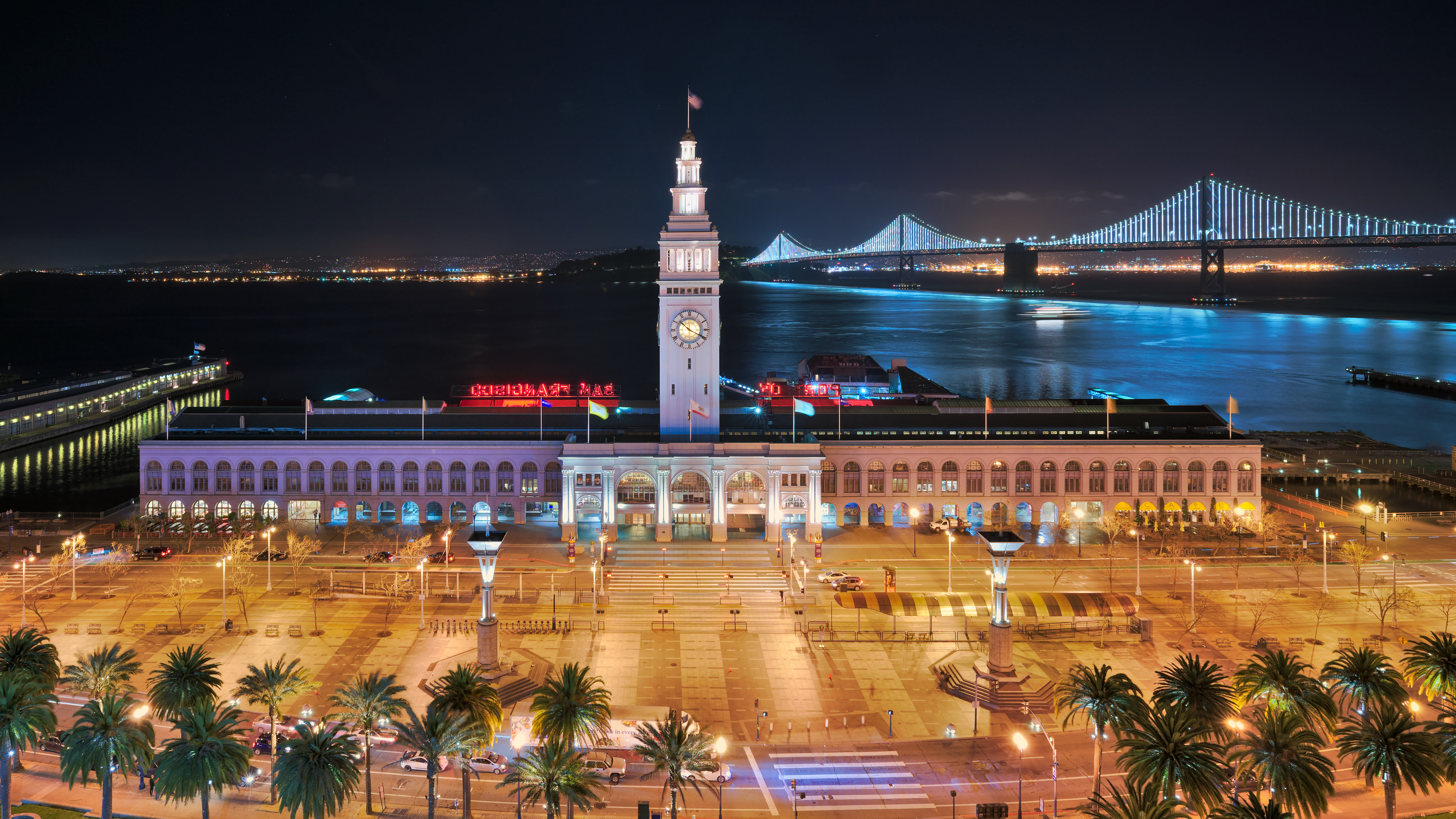
夜のサンフランシスコフェリービルディング

## 概要
国民福祉の向上と国民経済の発展に必要な公共施設を指す。また、情報化社会の情報網整備や新規分野の法律整備などの意味でも使用される。
ふつう、中央政府や公共機関が建設、管理を行う公共の福祉のための施設であるが、財政構造改革推進等により民活型社会資本整備としてPFI手法も導入されている。
国民福祉の向上と国民経済の発展に必要な公共施設とは、学校、病院、道路、港湾、工業用地、公営住宅、橋梁、鉄道路線、バス路線、上水道、下水道、電気、ガス、電話など通信施設を指し、社会的経済基盤と社会的生産基盤とを形成するものの総称である。建造物からパイプ類、場合によっては電気機器（サーバ等のハードウェア）レベルが該当する。
通常は道路、河川、橋梁、鉄道からガス、電話など社会生活基盤と社会経済産業基盤とを形成するものの総称としてこの語が使用されるが、学校や病院などの公益施設も含まれ、都市計画では道路、河川、鉄道、公園、水道、ごみ処理施設、し尿処理施設等を社会基盤施設としている。主には公共事業で整備され、社会資本として経済、生活環境の基間設備を指す。

### メリット
一般にインフラストラクチャーに該当する財は、市場による供給が著しく不足する可能性がある。そのため、インフラストラクチャー整備には中央政府や地方自治体が参加し、公共事業として行われるものが多い。一度事業として整備された後は社会資本として経済の供給力に多大な好影響を及ぼす。例えば、都市間高速道路を整備することで、交通コストが低下し、工場立地が容易になり、商圏が拡大することで、域内の経済活動は活性化する。また、灌漑施設を作ることで、農地の生産性は飛躍的に高まる。これらの活性化の結果、当初の建設・整備に要するコストが回収され、公共投資として正当化される。一般に中央政府や公共機関が整備したものの回収は活性化による税収によって行われるが、有料道路など利用者負担で直接回収する場合もある。
堤防やダム建設など河川改修事業は、災害対策の側面が大きい。「普代水門」も参照
2015年の時点で国際通貨基金はここ30年でインフラストラクチャーへの財政支出が低下してきていることを指摘し、世界経済を上向かせるために財政支出拡大が必要と述べた。道路や線路、デジタルインフラストラクチャー、電力網などを整備することで企業が生産性を向上させやすくなる。

### デメリット
構造物・工作物としてのインフラストラクチャーの場合は、物財であるため整備後に維持コストはかかる。経済成長が著しい場合は、インフラストラクチャーの整備はその後の経済成長によって正当化されるが、経済成長停滞や人口増加停滞が発生すると、インフラストラクチャー予算の割合に占める維持コストが増大し、新設が困難になる。また、維持コストが予算を上回ると、いくつかのインフラストラクチャーに対しては維持放棄をする結果になる。
公共施設の「維持」は国家財政にとって重たい固定支出になるため、公共施設としてのインフラストラクチャーの放漫整備は財政危機を招きやすい。また、インフラストラクチャー整備に関連した基幹産業が確立されるため、予算削減が困難な場合が多い。20世紀後半には、インフラストラクチャー整備の合理的性格が地域環境と利益相反するケース（例えば、都市間を最短距離で結ぶ道路や鉄道は通過点の住民には何らの利益ももたらさない）が多発したため、整備をめぐる住民の利害の対立が先鋭化し、整備への否定的な世論が高まった。
インフラストラクチャーを司る業界などが政治と癒着する傾向が強く、汚職官僚は官製談合と呼ばれる不透明さを構築したり、腐敗した政治家による利益誘導が横行してきたため、国民の間でガバナンスに対する不信感を呼んだという背景がある。これは中華人民共和国によって世界で推し進められている史上最大規模のインフラストラクチャー投資プロジェクトである一帯一路でも国際問題になっている。
日本のインフラストラクチャーのうち、建造物・建設構造物ものは高度成長期に建設がなされたものが多く、これらについてが2020年代以降大量更新時代を迎えると言われているが、公共投資が削減されてきているため、更新がままならなくなっている。このため、老朽化による事故が起こっている。

## 分類
1987年の米国国立研究評議会のパネルは、以下を参照して「公共事業インフラストラクチャー」という用語を採用した。

「……  両方の特定の機能モード - 高速道路、街路、道路、橋。大量輸送;空港および航空路水道と水資源廃水管理固形廃棄物の処理および処分発電および送電テレコミュニケーション;そして有害廃棄物管理 - そしてこれらの様相要素を構成する複合システム。インフラストラクチャーの理解は、これら公共事業施設だけでなく、社会的要求や物的世界と相互作用して人々や物資の輸送、飲用水の供給、および公共施設と連携する開発手順、管理手法、開発政策にも及ぶその他のさまざまな用途、社会の廃棄物の安全な廃棄、必要な場所でのエネルギーの供給、およびコミュニティ内およびコミュニティ間での情報の伝達」

米国土木学会は、2 - 4年ごとにさまざまなインフラストラクチャーの状態に関する組織の意見を表す「インフラストラクチャー報告カード」を発行している。2017年現在 航空、橋、ダム、飲料水、エネルギー、有害廃棄物、内陸水路、堤防、公園、レクリエーション、港湾、鉄道、道路、学校、固形廃棄物、通過水、廃水など、16のカテゴリーがある。

### 経済的
ビジネス辞書によれば、経済インフラストラクチャーは「通信、輸送および配給ネットワーク、金融機関および市場、エネルギー供給システムなど、事業活動を可能にする国内の施設」として定義することができる。経済インフラストラクチャーは生産的な活動や行事を支援する。これには、道路、高速道路、橋、空港、配水管網、下水道システム、灌漑施設などが含まれる。

### ソーシャル
社会インフラストラクチャーは、社会サービスを支える施設の建設と保守として広く定義することができる。社会インフラストラクチャーは、社会の快適さを高め、経済活動に基づいて行動するために作られている。これらは学校、公園、遊び場、公安のための建造物、ゴミ処理場、病院、スポーツエリアなど。

### 基本
基本的なインフラストラクチャとは、主要鉄道、道路、運河、港湾、ドック、電信、排水路、堤防、および土地の開拓を指す。それはインフラストラクチャのよりよく知られた機能から成る。私たちが日々遭遇する世界のもの（建物、道路、ドックなど）。

## 関連する概念
インフラストラクチャという用語は、以下の重複または関連する概念と混同される可能性がある。
土地改良や土地開発は、いくつかの状況でインフラストラクチャーを含むことが一般的な用語である。例えば、地域や地区に役立つ灌漑用水路はインフラストラクチャーに含まれるが、個々の土地区画の民間灌漑システムはインフラストラクチャーではなく土地改良と見なされる。また、自治体サービスおよび公益事業ネットワークへのサービス接続も、インフラストラクチャではなく、土地改良と見なされる。
公共事業という用語には、政府が所有および運営するインフラストラクチャ、さらには学校や法廷などの公共の建物が含まれる。公共事業は一般に、公共サービスを提供するために必要な物的資産を指す。公共サービスには、インフラストラクチャと一般に政府によって提供されるサービスの両方が含まれる。

## 所有権と資金調達
インフラストラクチャーは、政府によって、あるいは単独の公益事業や鉄道会社などの民間会社によって所有および管理されることがある。一般に、ほとんどの道路、主要空港および他の港、配水システム、および下水道ネットワークは公的に所有されているが、ほとんどのエネルギーおよび電気通信ネットワークは私有である。 民間インフラストラクチャーは、一般的に計量された使用料によって支払われるのに対し政府によるインフラストラクチャは、税金、通行料、または計量利用料から支払われることがある。 主要な投資プロジェクトは一般的に長期債の発行によって資金を供給されている。.

## タイプ

### 市民防衛と経済発展
市民防衛計画立案者および開発経済学者は一般に、学校や病院などの公共サービス、警察や消防などの緊急サービス、および基本的な金融サービスを含む、ハードインフラストラクチャとソフトインフラストラクチャの両方を指す。中央および地域レベルでの政府機関による長期的なインフラ投資と官民のパートナーシップを組み合わせたインフラベースの開発の概念は、アジア（特にシンガポールと中国 ）、ヨーロッパ本土、およびラテンアメリカのエコノミストの間で人気がある。

### 軍事
軍事インフラストラクチャーは、軍隊が基地に駐留しているか、配備されているか、または作戦に従事しているかにかかわらず、軍事力の支援に必要な建物および恒久設備である。たとえば、兵舎、本部、飛行場、通信施設、軍事装備品の店、港湾施設、整備ステーションなどである。

### コミュニケーション
通信インフラストラクチャーは、情報技術、ソフトウェア開発ツールと同様に、非公式で正式な通信チャネル、政治的および社会的ネットワーク、または特定のグループのメンバーによって保持される信念である。都市、国、企業、あるいは共通の利益を持つ人々の集まりにかかわらず、インフラストラクチャーが組織構造とそれが提供するシステムまたは組織のサポートを提供するという考え方が、まだこれらのより概念的な用途の根底にある。例としては、ITインフラ ストラクチャー、研究インフラストラクチャー、テロインフラストラクチャー、雇用インフラストラクチャー、観光インフラストラクチャーなどがある。

## 発展途上国におけるインフラストラクチャー
海外開発研究所の研究者によると、多くの開発途上国におけるインフラストラクチャーの欠如は、経済成長とミレニアム開発目標（MDG）の達成に対する最も重大な制限の1つを表している。インフラストラクチャへの投資とメンテナンスは、特にアフリカの内陸国、農村国、人口の少ない国などでは非常に高価になる可能性がある。インフラストラクチャー投資は1990年から2005年の間のアフリカの成長実績の半分以上に貢献しており、成長を維持し貧困に取り組むためには投資の増加が必要であると言われてきた。インフラストラクチャへの投資収益率は非常に大きく、電気通信 （ICT）への投資収益率は平均30〜40パーセント、発電への投資収益率は40パーセント以上、道路への投資収益率は80パーセントである。

### 地域差
消費者と企業の両方によるインフラストラクチャの需要は、投資された量よりはるかに高い。アジアのインフラストラクチャー供給には供給側には厳しい制約がある。アジア太平洋地域への投資額（約480億米ドル）と必要額（2,280億米ドル）の間のインフラストラクチャー融資ギャップは、毎年約1,800億米ドルである。
ラテンアメリカでは、需要を満たすためにGDPの 3％（約710億米ドル）をインフラストラクチャに投資する必要があるが、2005年には、約2％の投資だけで約240億米ドルの資金ギャップが残されました。
アフリカでは、2015年までにMDGsを達成するために必要と計算される7％の年間成長率を達成するためには、GDPの約15％、つまり年間約930億米ドルのインフラストラクチャー投資が必要になる。壊れやすい州では、GDPの37％以上が必要と考えられる。

### 資金源
資金源は部門によって大きく異なる。一部のセクターは政府支出、他は海外開発援助（ODA）、そしてその他の民間投資家によって占められている。カリフォルニア州では、固定資産税の増税を利用して特定地域内の物理的な施設やサービスの支払いを行うために、地方自治体によってインフラストラクチャー融資地区が設立されている。途上国のインフラストラクチャー市場への民間部門の投資を促進するためには、それらの市場のより高いリスクを考慮して、リスク配分メカニズムをより慎重に設計することが必要である。
政府からの支出は、以前よりも少なくなっている。世界のGDP比率と比較すると、米国は2.4％の平均割合で、最後から2番目の場所に結びついている。これは、政府が古いインフラストラクチャーの修復やインフラ全体への支出を減らすことを意味する。
サハラ以南のアフリカでは、政府は総額249億ドルのうち、約94億ドルを支出している。灌漑では、政府がほぼすべての支出を占めている。輸送およびエネルギー分野では、投資の大部分は政府支出である。ICTと上水道・衛生では、民間部門が設備投資の大部分を占めている。全体として、それらの間で援助、民間部門、そして非OECDの資金調達者は政府支出を上回っている。大部分はICTインフラストラクチャー投資に集中しているが、民間部門の支出のみが州の設備投資に等しい。2000年代（10年間）の対外資金調達は増加し、アフリカだけでも2002年の70億ドルから2009年には270億ドルに増加した。特に中国は重要な投資家として浮上している。

## 歴史
人類が集住を始めた歴史とインフラストラクチャーの歴史は軌を同じくするが、いくつか特徴的な歴史が残っている。メソポタミアでは最古の図書館・ダム・トンネルといったインフラストラクチャーが生まれ、特に「世界初の帝国」と言われるアッシリアの時代が顕著であり、王の道の先駆けとなる公道の建設も行っていた。

### ローマ
インフラストラクチャー整備で最も有名な国としてローマが挙げられる。古代ローマは、道路・上下水道（ローマ水道）・娯楽施設の整備などで現代に多く通じるものがある。また、その建築技術の水準の高さは、近代に至るまでの歴史上のピークであったと言える（ローマ建築）。特に道路網は、ローマ軍による規格的整備により、広大なローマの版図を維持するために多大な役割を果たした（ローマ街道）。しかし、帝国末期にはそうした大規模なインフラストラクチャーの維持コストが嵩み、財政危機と軍事力衰退による帝国滅亡の引き金の一つとなったとされる。
ローマの建築には、石材ではなくコンクリートの高度な技術が存在していたことが特筆される。

### 鉄道整備
19世紀半ばに実用化された鉄道は、短い間に世界中に整備されることになった。その革命的な「スピード」の改善は、芽生えつつあった国民国家制度を側面から支えた。また、わずかな距離でも寸断されることが致命的な鉄道の性格は、沿線の軍事的警備を必要としたため、帝国主義の世界分割を加速させることになった。

### アメリカ合衆国
1930年代の世界恐慌に際して、フランクリン・ルーズベルト大統領は、大規模なインフラストラクチャー整備によって失業者救済を図った。この後、世界中でインフラが需要面の経済政策として重要になり、経済成長を支えたと言われる。こうした、経済政策はケインズの経済理論をもとに実行されたが、彼の政府による公共投資がアメリカ経済を世界恐慌後の不況から脱出させたわけではなく、その後の第二次世界大戦での戦時好景気がアメリカ経済復活の鍵となったという説を唱える学者もいる。
アメリカは発電所・ラジオ・高速道路（公園道路）・電話・インターネットといったインフラを生み出してきた。
1920年代-1930年代に造られたアメリカの近代的インフラストラクチャーは、50年余り経過すると寿命を一斉に寿命を迎え始め、1980年代には道路や橋梁の劣化が深刻化して社会問題になった。当時のレーガン政権は、地方に対して連邦政府の関与を減らす「小さな政府」を目指す政策を採っていたが、インフラストラクチャーの老朽化対策については、陸上交通支援法を制定したほかガソリン税を値上げして財源を確保するなど積極的に関与する方針を打ち出した。こうした施策が功を奏して1990年代以降は、インフラストラクチャーの老朽化による社会損失は徐々に低下していった[7]。
バラク・オバマ米国大統領は、ビジネスを魅力的にするために（物流の基盤である）鉄道や高速道路の改修が必要だとし、第2期オバマ政権では道路や橋その他のインフラストラクチャーへの政府支出を増やす計画である[8]。